# Компютърна мрежа
Компютърната мрежа (за по-накратко – мрежа) е съвкупност от хардуерни компоненти и компютри, свързани помежду си чрез преносна среда, която позволява обмен на информация помежду им . Устройствата участващи в мрежата, за да обменят данни трябва да бъдат свързани помежду си чрез кабел или безжично устройство. Най-разпространените връзки са кабелната (коаксиален, усукана двойка или оптичен кабел) и безжичната (радиовълнова, сателитно предаване, лазерна или инфрачервена технология). Възможна е връзка чрез допълнително устройство – рутер (маршрутизатор). Най-известната мрежа е интернет.

## История
В началото на XIX век французите разработват първата оптическа телеграфна мрежа, която изпраща 20 думи/сек.
В края на XIX век започва изграждането на огромна телефонна мрежа, която използва технология с комутиране на електрически вериги, при която се изгражда верига или виртуална пътека при всяко свързване на един телефон с друг по мрежата. Тази технология е подходяща за предаване на глас, защото звуците се пренасят по кабела с относително постоянна скорост.
През 60-те години правителството на САЩ финансира разработването на компютърна мрежа, която би позволила на военните системи и на системите на главните образователни институции да комуникират едни с други. Поради разгара на Студената война, те искат мрежата да притежава устойчивост, надеждност и достатъчен резерв, така че да може да оцелее при възможна ядрена война.
Учени от (Масачузетския технологичен институт), института RAND и Националната физическа лаборатория (NPL) във Великобритания изобретяват нова технология – комутиране на пакети (packet switching). Това полага основата на телекомуникационните технологии, използвани в днешно време.
Началото на първата компютърна мрежа с комутиране на пакети е поставено в края на 60-те под покровителството на Министерството на отбраната на САЩ – ARPANET (Adcanced Research Projects Agency network). Първият възел (node) или точка на свързване към ARPANET е инсталиран в Калифорнийския университет в Бъркли през 1969 г. Само за пет години мрежата покрива целите Съединени щати и достига до Европа.
DNS (Domain Name System) е представена през 1984 г. През 1987 г. съществуват приблизително 10 000 хоста, а през 1989 г. броят им стига до над 100 000.
През 90-те ARPAnet прекратява своето съществуване, появява се мрежата интернет, формира се организацията Internet Society (ISoc). През 1992 г. съществуват повече от 1 000 000 хоста. През октомври 1994 г. се създава организацията W3C.

## Топология на компютърната мрежа

### Термини
- преносна среда (media) – преносната среда представлява съвкупност от средства, с помощта на които сигналите биват изпращани от един компютър на друг по кабел или безжично.
- безжична преносна среда (wireless media) – радио, лазерни, инфрачервени и сателитни/микровълнови технологии, които пренасят сигналите от един компютър на друг без постоянно установяване на физическа връзка.

- усукана двойка (twisted pair) – тип кабел използван за телефонни комуникации. Състои се от двойка медни проводници, усукани във вътрешността на външна защитна обвивка. UTP (неекранирана усукана двойка), STP (екранирана усукана двойка). UTP се използва най-често за окабеляване на съвременни Ethernet мрежи. Той е предназначен за предаване на данни, като достига скорост до 100 Mbps.
- оптичен кабел (fiber optics) – кабели с ядро, представляващо стъклена или пластмасова нишка (вместо медна), по която светлинни импулси пренасят сигнали. Оптичните влакна имат много предимства пред медните проводници, по отношение на скоростта на предаване и запазване на целостта на сигнала на големи разстояния.
- устройство за свързване (connectivity device) – означават се няколко типа устройства, които се използват за свързване на кабелни сегменти, за свързване на две или повече по-малки мрежи (или подмрежи) в една по-голяма, или за разделяне на голямата мрежа на по-малки. Обхваща повторителите, хъбовете, суичовете, мостовете, маршрутизаторите и б-маршрутизатори.

Компютърът се свързва с преносната среда посредством NIC.
- NIC мрежова интерфейсна карта, наричана също мрежов адаптер или просто мрежеви интерфейс. Обикновено се поставя в ISA, PCI или PCMCIA (PC card) слот и се свързва към мрежовата преносна среда, която от своя страна се свързва към други компютри в мрежата.
- LAN (local area network) – Локалната компютърна мрежа представлява мрежа, която обхваща само ограничена географска област. Това може да бъде стая, етаж, сграда или университет.
- WAN (wide area network) – Глобалната компютърна мрежа е изградена от свързани една с други локални мрежи. Тя обхваща широки географски области, като използва WAN връзки. Например телефонни линии или сателитна технология за свързване на компютри в различни градове, държави и дори различни континенти.
- MAN (metropolitan – area network) – Градската компютърна мрежа представлява мрежа, с размер по-голям от локална мрежа и по-малък от глобална мрежа. Това е мрежа, която обхваща приблизително областта на голям град или централна градска област.
- Физическа топология (physical topology) – Разположението или физическата форма на мрежата, тоест, дали компютрите са подредени така, че кабелът да върви от една машина към друга в линеен ред (линейна шинна топология), дали последният компютър се свързва обратно към първия за формиране на кръг (кръгова топология), дали системите „се срещат в средата“ чрез свързването и към централен хъб (топология звезда) или множество допълнителни конекции изграждат пътеки (решетъчна топология).
- Логическа топология (logical topology) – логическата топология представлява пътят, по който се предават сигналите от един компютър на друг.

#### Категоризиране на мрежите по топология
Линейна шина – (шина) представлява мрежа, която е разположена линейно. Линията не е задължително да бъде права, просто кабелът преминава от един компютър на друг. Мрежата изисква терминиране на всеки край в противен случай възниква отразен сигнал, който може да наруши или да прекъсне комуникациите по мрежата. Единият от краищата трябва да бъде заземен.
Кръг – В шината се свърже последният с първия, се получава кръгова мрежа. Всеки компютър се свързва с два други, а сигналът може да обикаля непрекъсноато в кръга. Не е необходимо терминиране.
Звезда (star) – Една от най – популярните LAN мрежи. Тя е реализирана чрез свързването на всеки компютър към централен хъб. Хъбът може да бъде активен, пасивен или интелигентен.
Пасивният хъб е просто точка на свързване. Не се изисква електрическо захранване.
Активният хъб е най-разпространен. Той представлява повторител с множество портове. Усилва сигнала преди да го предаде.
Интелигентният хъб представлява активен хъб с диагностични възможности. Има вграден процесорен чип.
Решетка (mesh) – Не толкова често използвана. Всеки компютър има директна връзка към всеки друг компютър в мрежата. Най-отказоустойчива от всички останали топологии – ако пропадне един от пътищата от изпращащия компютър към другия, сигналът може да поеме по друг път. Поради сложността на мрежата (броят на конекциите нараства експоненциално), в нея не влизат повече от няколко компютъра.
Хибридна – Мрежа, която комбинира елементи на две или повече стандартни топологии.

#### Категоризация на мрежите по архитектура
Ethernet мрежи – Разработена през 60-те, усъвършенствана от Xerox, Digital и Intel за формиране на базата на спецификациите IEEE 802.3. Конфигурират се като физическа шина или звезда и използват метод на достъп до преносната среда. Стандартният Ethernet е ограничен до 10Mbsps, но в днешно време се използва Fast Ethernet до 100Mbps. Съществува и Gigabit Ethernet до 1Gbps.
В зависимост от типа на кабела съществуват: 10Base5, 10Base2, 10BaseT, 100BaseT, 1000BaseT, 1000BaseVG-anyLAN, 10BaseFL, 100BaseFL.
TokenRing мрежи – Разработена от IBM през 80-те. Проектирана с цел преодоляване на някои от проблемите, свързани с Ethernet, където компютрите в мрежата се състезават за право да предават. Използва се топологията логически кръг, един сигнал маркер (token), се предава в кръг и даден компютър не може да предава, докато не получи маркера. Не съществуват колизии на данни.
AppleTalk мрежи – за мрежи на Macintosh
ArcNet мрежи – заменена от Ethernet.

#### Категоризиране на мрежите според протокол
Мрежовите протоколи представляват правилата, следвани от свързаните компютри при установяване и поддържане на комуникация по мрежата. Най-използваният протокол е TCP/IPv4.
IPX/SPX мрежи – Internet Package Exchange/Sequenced Packet Exchange. IPX/SPX обикновено се асоциира с NetWare мрежите.
TCP/IP – използва гъвкава схема на адресиране, която е изключително подходяща за маршрутизиране дори при най-големите мрежи. Всички операционни системи и платформи могат да използват TCP/IP. Достъпни са огромен брой помощни програми и инструменти, някои от които са включени в комплекта от протоколи, а други са допълнително добавяни програми за наблюдение и управление на TCP/IP. За да се свърже компютър с интернет трябва да работи с TCP/IP.
Други LAN протоколи – LocalTalk, EtherTalk, TokenTalk

## Видове
Компютърните мрежи биват:
- Локални мрежи (Local Area Network – LAN)
- Глобални мрежи (Wide Area Network – WAN)

С последното развитие на технологиите се появи модификация на локалната мрежа – градска мрежа (Metropolitan Area Networks – MAN), т.е. тя предоставя достъп до LAN мрежата на по-голямо разстояние.

### Видове локални мрежи
В зависимост от изпълнението на локалните мрежи имаме следните видове връзки между тях:
LAN – 10 Mbps
10BASE2 – Ползват се тънки коаксиални кабели за разстояния до 185 m.
10BASE5 – Ползват се тънки коаксиални кабели за разстояния до 500 m.
10BASE-T – Двойникувани кабели за разстояние до 100 m. Изпълнява се с кабел Cat3, новите мрежи се изграждат с Cat5 или 5e, по-късно да бъдат ъпгреднати до 100Mbps
LAN – 100 Mbps
100BASE-T – Четири чифта кабели. Ethernet мрежи по кабел Cat5 или 5е.
100BASE-TX – Два чифта кабели
100BASE-FX – Два стандартни оптични кабели
1000BASET – Gigabit Ethernet
100BaseFL – Fiber Link (оптични мрежи)
Категории UTP кабел:
Cat1-само за глас, използва се в стари телефони;
Cat2-4Mbps, не се използва за предаване на данни;
Cat3-16Mbps, най-ниската категория за предаване на данни; използва се най-вече за телефонно окабеляване
Cat4-20Mbps, подходящ за 10Mbps Ethernet
Cat5 – 100 – 1000Mbps, Fast Ethernet
Cat5 enchanced (Cat Se) – 155Mbps, използва се за АТМ (Asynchronous Transfer Mode)
Cat6 & 7 – над 1Gbps – Gigabit Ethernet

## Комутиране на пакети

### Изпращане на данни
Преди данните да се предадат по мрежата като електрически импулси, те първо се разделят на отделни парчета, които се управляват лесно. Целият файл не може да бъде предаден в един дълъг, непрекъснат поток, това ще ограничи мрежата, и другите компютри няма да могат да предават. За да могат и други компютри да използват мрежата едновременно, файловете трябва да бъдат разделени на по-малки секции, преди да бъдат изпратени. Тези парчета данни се наричат пакети. Може да се използва фрейм (frame). Сегмент представлява единица с данни, предавана с помощта на TCP (Transmission Control Protocol). Най-общо се използва пакет.
Предимства от комутиране на пакети:
- компютрите в мрежата могат да използват обиколни пътища за предаване на пакетите и един компютър, който предава големи количества данни, не може да монополизира пропускателната способност на мрежата
- Ако мрежовата комуникация бъде прекъсната или даден пакет бъде изгубен, трябва да бъде предадена отново само тази малка част от данните, а не целият файл.
- В зависимост от топологията на мрежата и типа на свързването, всеки пакет може да премине по различен път, за да достигне до местоназначението. По този начин, ако един път започне да се препълва или стане прекалено бавен, следващите пакети могат да поемат по по-ефикасен маршрут.

### Сглобяване на данни
Информацията в хедъра се поставя в началото на пакета, преди оригиналните данни. Пакетите могат да включват също завършваща информация или трейлър, която се добавя към края на пакета след оригиналните данни. Често тя включва информация за проверка за грешки. Компонента за проверка за грешки в трейлъра се нарича циклична проверка с излишък (CRC – cyclical redundancy check). Тя извършва изчисления – в двоична бройна система, върху пакета, преди той да напусне източника и втори път, когато достигне приемателя. Ако резултатите от тези изчисления са различни, това означава, че данните са променени по време на пренасянето. Това може да стане вследствие прекъсване на електрическите сигнали, представляващи нулите и единиците, които образуват данните. Ако бъде отркито различие, този пакет може да бъде изпратен отново.

## Мрежови модели
Целта на моделите е да се представи една абстрактна концепция визуално, за да се създаде представа за дадена структура, процес или релационна връзка.

### Моделът OSI
Моделът OSI (на английски: Open System Interconnection) e разработен от Международната организация за стандартизация (ISO).
Моделът OSI е изграден от седем слоя, всеки от които представлява една стъпка в процеса на мрежовите комуникации. Седемте слоя на OSI:
- Приложен (Application)
- Представителен (Presentation)
- Сесиен (Session)
- Транспортен (Transport)
- Мрежов (Network)
- Канален (Data link)
- Физически (Physical)

### Моделът DоD
(наричан TCP/IP модел)
Моделът на DoD (Department of Defense) – разработен 10 години по-рано от OSI модела, през 70-те.
Разработен със сътрудничество с TCP/IP – част от проекта ARPAnet. Той е по-прост модел, състоящ се само от четири слоя, които могат да бъдат приблизително асоциирани със седемте слоя на OSI модела.
Слоеве:
- Приложение/процес (application/process layer)
- Хост до хост (транспортен слой) (host to host)
- Интермрежа (internetworking layer)
- Мрежов интерфейс (network interface layer)

## Стандарти
Организации, които издават стандарти за типове кабели са:
IEEE – Institute of Electrical and Electronic Engineers
UL – Underwriters Laboratories
EIA – Electronic Industries Alliance
TIA – Telecommunications Industry Association
По отношение на наложените стандарти различаваме следните видове:
- Международни стандарти – типови стандарти се издават от IEEE, ISO и IEC. Членове тук са индустриални организации и правителства
- Национални – основават се на международните стандарти
- Локални стандарти
Стандартите, касаещи системите LAN и WAN, са следните:
- 802.1 – Стандарт за осъществяване на прехвърляне на мостове (MAC)
- 802.2 – Стандарт за осъществяване на връзки
- 802.3 – Стандарт от Ethernet областта
- 802.4 – Стандарт за символно пренасяне
- 802.5 – Стандарт за Token Ring
- 802.6 – За обмяна на информация между системите
- 802.7 – Стандарт от LAN системите
- 802.8 – За оптични влакна
- 802.9 – Стандарт за интегриране на глас и данни
- 802.10 – Постигане на по-голяма сигурност в LAN и WAN
- 802.11 – Стандарт за безжична LAN връзка
- 802.14 – Използва се за локални и столични области
- 802.15 – Безжична мрежа за WPAN
- 802.16 – Стандарт за фиксиране на ширината на честотния спектър

Стандарти, издадени от TIA/EIA:
- TIA/EIA-568-B.1 – Един от главните стандарти използвани за изграждането на мрежи
- TIA/EIA-568-B.2 – За кабели оплетки
- TIA/EIA-568-B.3 – За оптични влакна
- TIA/EIA-568-B – Стандарти на кабели
- TIA/EIA-569-A – Стандарт в телекомуникациите
- TIA/EIA-570-A
- TIA/EIA-606 – Административен стандарт
- TIA/EIA-607 – Стандарт за заземяване

Преносните среди биват оптични или медни.